# Український радіологічний та онкологічний журнал
«Украї́нський радіологі́чний та онкологі́чний журна́л» (УРОЖ), до 2020 року «Український радіологічний журнал» (УРЖ) — щоквартальне науково-практичне видання, засноване Інститутом медичної радіології та онкології імені C. П. Григор'єва у 1993 році. Журнал входить до Переліку наукових друкованих фахових видань України (категорія «А» [Архівовано 13 лютого 2022 у Wayback Machine.]), у яких публікують результати дисертаційних робіт в галузях медичної радіології, онкології, клінічної радіобіології та медичної фізики.
Редакційну колегію журналу очолює директор Інституту медичної радіології та онкології, професор М. В. Красносельский, у складі редколегії також присутні провідні науковці-онкологи України та інших держав: В. В. Бойко, О. В. Щербіна, А. Амарал, Ф. Т. де Салазар (обидва Бразилія), Е. Айнсбурі (Велика Британія), М. Гултекін і Т. Оге (обидва Туреччина), М. Пейретті (Італія), І. Сапардіель (Іспанія), Ханде Манур Пракаш (Сінгапур) тощо. Всі статті, що надходять до редколегії, обов'язково проходять подвійне «сліпе» рецензування та перевірку на плагіат. Журнал надає користувачам гарантії відповідно до зазначених зобов'язань.

## Історія
Перший примірник «Українського радіологічного та онкологічного журналу» (до 2020 р. — «Український радіологічний журнал») вийшов друком у 1993 році. Засновником і головним редактором УРЖ (так скорочено стали називати видання) був директор науково-дослідного Інституту медичної радіології професор М. І. Пилипенко.
У УРЖ колись існував і попередник. Завдяки ініціативі третього директора інституту Г. І. Хармандар'яна у 1927—1937 рр. видавався журнал «Вопросы онкологии», який свого часу відіграв важливу роль у розробці питань експериментальної та клінічної онкології, застосуванні наукового підходу у практичній роботі.
У 1990-ті роки Україна практично втратила фахові наукові журнали, оскільки майже всі редакції наукових видань залишилися в Москві. В Україні працювали лічені редакції з певним досвідом видання періодичних наукових журналів. Існувала нагальна потреба у такому виданні, яке б вчасно знайомило фахівців з результатами нових досліджень у променевій діагностиці, променевій терапії, радіобіології, радіаційній медицині, радіаційній гігієні, ядерній медицині, а також із досягненнями інших споріднених галузей медицини, фізики і математики. Одним із головних завдань видання професор М. І. Пилипенко вважав активне впровадження української мови в наукову термінологію, на це поступово скеровував передусім співробітників Інституту, які активно пропонували свої статті.
Серед авторів першого номеру УРЖ були відомі українські вчені, науковці і лікарі-практики І. Ф. Бодня, В. В. Шишкіна, Л. Г. Розенфельд, Ю. П. Спіженко, Д. С. Мечев, Д. А. Лазар, В. М. Соколов, В. В. Новопашенна, О. Б. Динник, Е. Д. Чеботарьова, Л. П. Кіндзельський, М. І. Спузяк. Незабаром до них приєдналися фахівці з Білорусії, Литви, Грузії, Росії, Молдови, Азербайджану. Розвитком УРЖ цікавилися учені з української діаспори Канади і США та надавали посильну допомогу.
У 1999 році за ініціативи професора М. І. Пилипенка було створено Українське товариство радіаційних онкологів (УТРО), яке організовувало і проводило з'їзди і конференції наших та зарубіжних фахівців, сприяло розвитку та міжнародному співробітництву. Завідувачка відділу наукової організації радіологічної допомоги населенню, старший науковий співробітник Т. О. Волкова була завідувачкою редакції УРЖ. Займалася організацією та підготовкою форумів, а їх матеріали під контролем Тамари Олександрівни редагували і друкували в «Українському радіологічному журналі». Активними авторами від початку видання журналу були співробітники Інституту та науковці інших споріднених установ України Г. І. Ткаченко (тоді заступник головного редактора), Н. А. Мітряєва, Н. І. Афанасьєва, Н. А. Никифорова, О. М. Астап'єва, Т. П. Якимова, Л. І. Сімонова, І. П. Москаленко, Л. Л. Стадник, Є. М. Мамотюк, О. П. Лукашова, Н. О. Артамонова, Г. В. Кулініч, Г. В. Грушка, Л. М. Біла, В. М. Лісовий, Я. В. Шпарик, Л. О. Шкондін, Т. М. Бабкіна, І. О. Крамний, М. О. Бортний, М. І. Хворостенко.
Пізніше у додатку до журналу почала випускатися «Бібліотека УРЖ», де друкувалися лекції з математичної статистики, сучасні наукові праці, термінологічні словники, тлумачний українсько-російський словник з наукової та інноваційної діяльності, інтелектуальної власності, публікації з наукової спадщини відомих учених.
У 2013 році директором ДУ «Інститут медичної радіології ім. С. П. Григор'єва НАМН України» і головним редактором УРЖ стає професор М. В. Красносельський. Під його керівництвом в інституті набувають розвитку нові передові технології променевої, радіонуклідної, хіміо- і таргетної терапії. Розширюється також і зміст УРЖ. Введені нові рубрики — «Організація охорони здоров'я»; «На допомогу лікарю-практику»; розширена рубрика «Освіта», де друкуються лекції не тільки з радіології і рентгенології, а також і з інших споріднених дисциплін.
У журналі висвітлюється низка питань суміжних напрямків медицини, а саме патофізіологія, канцерогенез, особливості біохімічних та імунологічних змін в організмі онкохворих, взаємозв'язок онкологічних захворювань з найпоширенішими хворобами, які складають структуру захворюваності населення. Надання власних даних поєднується з аналізом сучасної літератури з питань онкології та радіології.
Журнал входить до переліку наукових фахових видань України, і тому статті підлягають обов'язковому рецензуванню авторитетними фахівцями, серед яких і наші постійні автори. Від липня 2020 року ДУ «Інститут медичної радіології та онкології ім. С. П. Григор'єва НАМН України» став членом організації CrossRef, що дозволило редакції Журналу присвоювати цифровий ідентифікатор DOI статтям. Унікальний префікс DOI видавництва журналу: 10.46879 [Архівовано 17 лютого 2022 у Wayback Machine.].
На сьогоднішній день редакційна колегія журналу налічує 33 науковці — 24 з України (16 докторів медичних наук, 2 доктори біологічних наук, 2 кандидати медичних наук, 2 кандидати біологічних наук та 1 кандидат технічних наук) та 9 іноземців (3 кандидати наук та 6 докторів медичних наук).
23 грудня 2020 р. комісією Content Selection & Advisory Board (CSAB) «Український радіологічний та онкологічний журнал» прийнято для індексації у наукометричній базі Scopus.

### Тематика публікацій
1. Радіологія
2. Онкологія
3. Променева діагностика, променева терапія
4. Хіміотерапія пухлинних захворювань
5. Онкофармакологія
6. Ядерна медицина
7. Онкохірургія
8. Онкогінекологія
9. Інтенсивна терапія гострих станів, анестезіологічне забезпечення та реабілітація онкологічних хворих
10. Інтервенційна радіологія та малоінвазивна інтервенційна онкологія
11. Паліативна допомога та психологічна підтримка онкохворих
12. Дитяча онкологія
13. Променева патологія
14. Клінічна радіобіологія
15. Експериментальна онкологія та експериментальна радіобіологія (дослідження на ссавцях, нормальних і пухлинних клітинах)
16. Медична радіаційна фізика
17. Радіаційна гігієна і радіаційна безпека медичного персоналу і пацієнтів, дозиметрія медичного опромінення

Статті в «Українському радіологічному та онкологічному журналі» розбиті за рубриками: оригінальні дослідження, огляди літератури, безперервна медична освіта та охорона здоров'я, випадки із практики.
Видання друкується із періодичністю 4 рази на рік. Мова публікацій українська та англійська. Читацькою аудиторією журналу є науковці-радіологи та онкологи, лікарі, викладачі та студенти вищих медичних навчальних закладів.

### Індексація
1. Scopus [Архівовано 13 березня 2022 у Wayback Machine.] (Accepted: 23-Dec-2020)
2. Open Ukrainian Citation Index (OUCI) [Архівовано 13 лютого 2022 у Wayback Machine.]
3. Embase
4. Sherpa Romeo
5. Directory of Open Access Journals (DOAJ)
6. Directory of open access scholarly resources (ROAD)
7. Crossref Registration Agency (DOI-prefix: 10.46879)
8. WorldCat
9. Google Scholar
10. National repository Vernadsky National Library of Ukraine
11. Bielefeld Academic Search Engine (BASE)
12. Index Copernicus International
13. Research Bible
14. Directory of Academic and Scientific Journals EuroPub
15. Scientific Indexing Services (SIS)
16. The International Nuclear Information System (INIS)
17. Directory of Research Journals Indexing (DRJI)
18. CiteFactor
19. Root Society for Indexing and Impact Factor Service
20. Journal Impact Factor
21. Journals Directory
22. International Innovative Journal Impact Factor (IIJIF)